# نائول پرز بیسکایارت
نائول پرز بیسکایارت (انگلیسی: Nahuel Pérez Biscayart؛ زادهٔ ۶ مارس ۱۹۸۶) هنرپیشه اهل آرژانتین است.
از فیلم‌ها یا برنامه‌های تلویزیونی که وی در آن نقش داشته‌است، می‌توان به اوهام، زنان قاتل، پاتاگونیا، ۱۲۰ تپش در دقیقه و گرند سنترال اشاره کرد که وی برای بازی در فیلم ۱۲۰ تپش در دقیقه موفق به دریافت جوایز متعددی همچون جایزه سزار سال ۲۰۱۸ گردید.
نائول پرز بیسکایارت در هفتاد و یکمین جشنواره بین‌المللی فیلم کن (۲۰۱۸) در بخش جایزهٔ نخل دگرباشی به عنوان یکی از اعضای هیئت داوران برگزیده شده‌است.
وی همچنین در فیلم درس‌های فارسی به ایفای نقش پرداخته است.